# Pedro Ortiz Angulo
Pedro Ortiz (n. Esmeraldas, Ecuador; 19 de febrero de 1990) es un futbolista ecuatoriano. Juega de portero y su equipo actual es el Club Sport Emelec de la Serie A de Ecuador.

## Trayectoria

### Deportivo Azogues
Se inició en las formativas del Emelec donde jugó todas las categorías inferiores, después pasa al Deportivo Azogues.

### Delfín
En el 2016 llega al Delfín, equipo con el cual participó en la Copa Libertadores de América en las ediciones 2018 y 2019, esta última temporada fue la figura al atajar tres de cinco penales a Liga Deportiva Universitaria, en la final que se definió por la vía de los penales y consecución del primer título de campeón nacional para el equipo cetáceo.

### Emelec
En el 2020, es contratado por el Emelec, tras consolidarse como titular y uno de los referentes del equipo, extendió su contrato hasta 2026.

## Selección nacional
El 21 de agosto de 2017 fue convocado por entrenador Jorge Célico para los partidos de clasificación a la Copa Mundial de Fútbol de 2018 contra Chile y Argentina.
En septiembre de 2019 es convocado para los partidos amistosos frente a las selecciones de Perú y Bolivia. Hizo su debut absoluto con Ecuador el 5 de septiembre de 2019 en una victoria amistosa por 1-0 sobre Perú.
El 9 de junio de 2021 fue incluido por Gustavo Alfaro en la lista de los 28 jugadores de la selección ecuatoriana para su participación en la Copa América disputada en Brasil.
El 29 de agosto de 2021 fue incluido en la lista de jugadores para la triple jornada ante Paraguay, Chile y Uruguay por las eliminatorias rumbo al Mundial de Catar de 2022.

### Participaciones en eliminatorias
| Eliminatorias      | Sede            | Resultado      | Partidos |
| ------------------ | --------------- | -------------- | -------- |
| Eliminatorias 2018 | América del Sur | No clasificado | 0        |
| Eliminatorias 2022 | América del Sur | Clasificado    | 2        |

### Participaciones en Copa América
| Copa              | Sede   | Resultado        | Partidos |
| ----------------- | ------ | ---------------- | -------- |
| Copa América 2019 | Brasil | Primera fase     | 0        |
| Copa América 2021 | Brasil | Cuartos de final | 2        |

### Partidos internacionales
Actualizado al último partido jugado el 15 de octubre de 2021.
| \| N.° \| Fecha \| Ciudad \| Rival \| Resultado \| Resultado \| Competencia \| \| --- \| ----------------------- \| -------------- \| --------- \| --------- \| --------- \| ----------------------------------- \| \| 1. \| 5 de septiembre de 2019 \| Harrison \| Perú \| 1-0 \| Victoria \| Amistoso \| \| 2. \| 13 de octubre de 2019 \| Elche \| Argentina \| 1-6 \| Derrota \| Amistoso \| \| 3. \| 13 de junio de 2021 \| Cuiabá \| Colombia \| 0-1 \| Derrota \| Copa América 2021 \| \| 4. \| 20 de junio de 2021 \| Río de Janeiro \| Venezuela \| 2-2 \| Empate \| Copa América 2021 \| \| 5. \| 5 de septiembre de 2021 \| Quito \| Chile \| 0-0 \| Empate \| Eliminatorias al Mundial Catar 2022 \| \| 6. \| 9 de septiembre de 2021 \| Montevideo \| Uruguay \| 0-1 \| Derrota \| Eliminatorias al Mundial Catar 2022 \| |                         |                |           |           |           |                                     |
| N.° | Fecha                   | Ciudad         | Rival     | Resultado | Resultado | Competencia                         |
| 1. | 5 de septiembre de 2019 | Harrison       | Perú      | 1-0       | Victoria  | Amistoso                            |
| 2. | 13 de octubre de 2019   | Elche          | Argentina | 1-6       | Derrota   | Amistoso                            |
| 3. | 13 de junio de 2021     | Cuiabá         | Colombia  | 0-1       | Derrota   | Copa América 2021                   |
| 4. | 20 de junio de 2021     | Río de Janeiro | Venezuela | 2-2       | Empate    | Copa América 2021                   |
| 5. | 5 de septiembre de 2021 | Quito          | Chile     | 0-0       | Empate    | Eliminatorias al Mundial Catar 2022 |
| 6. | 9 de septiembre de 2021 | Montevideo     | Uruguay   | 0-1       | Derrota   | Eliminatorias al Mundial Catar 2022 |

## Estadísticas

### Clubes
Actualizado al último partido jugado el 17 de agosto de 2025.
| Club                        | Temporada     | Liga  | Liga  | Copas nacionales | Copas nacionales | Copas internacionales | Copas internacionales | Total | Total |
| Club                        | Temporada     | Part. | Goles | Part.            | Goles            | Part.                 | Goles                 | Part. | Goles |
| --------------------------- | ------------- | ----- | ----- | ---------------- | ---------------- | --------------------- | --------------------- | ----- | ----- |
| Deportivo Azogues · Ecuador | 2009          | 6     | 0     | -                | -                | -                     | -                     | 6     | 0     |
| Deportivo Azogues · Ecuador | 2010          | 25    | 0     | -                | -                | -                     | -                     | 25    | 0     |
| Deportivo Azogues · Ecuador | 2011          | 40    | 0     | -                | -                | -                     | -                     | 40    | 0     |
| Deportivo Azogues · Ecuador | 2012          | 34    | 0     | -                | -                | -                     | -                     | 34    | 0     |
| Deportivo Azogues · Ecuador | 2013          | 0     | 0     | -                | -                | -                     | -                     | 0     | 0     |
| Deportivo Azogues · Ecuador | 2014          | 43    | 0     | -                | -                | -                     | -                     | 43    | 0     |
| Deportivo Azogues · Ecuador | 2015          | 39    | 0     | -                | -                | -                     | -                     | 39    | 0     |
| Deportivo Azogues · Ecuador | Total club    | 187   | 0     | -                | -                | -                     | -                     | 187   | 0     |
| Delfín S. C. · Ecuador      | 2016          | 20    | 0     | -                | -                | -                     | -                     | 20    | 0     |
| Delfín S. C. · Ecuador      | 2017          | 45    | 0     | -                | -                | -                     | -                     | 45    | 0     |
| Delfín S. C. · Ecuador      | 2018          | 41    | 0     | -                | -                | 5                     | 0                     | 46    | 0     |
| Delfín S. C. · Ecuador      | 2019          | 36    | 0     | 8                | 0                | 4                     | 0                     | 48    | 0     |
| Delfín S. C. · Ecuador      | Total club    | 142   | 0     | 8                | 0                | 9                     | 0                     | 159   | 0     |
| Emelec · Ecuador            | 2020          | 28    | 0     | 0                | 0                | 4                     | 0                     | 32    | 0     |
| Emelec · Ecuador            | 2021          | 32    | 0     | 0                | 0                | 8                     | 0                     | 40    | 0     |
| Emelec · Ecuador            | 2022          | 28    | 0     | 2                | 0                | 8                     | 0                     | 38    | 0     |
| Emelec · Ecuador            | 2023          | 30    | 0     | 0                | 0                | 10                    | 0                     | 40    | 0     |
| Emelec · Ecuador            | 2024          | 24    | 0     | 2                | 0                | 0                     | 0                     | 26    | 0     |
| Emelec · Ecuador            | 2025          | 22    | 0     | 1                | 0                | 0                     | 0                     | 23    | 0     |
| Emelec · Ecuador            | Total club    | 164   | 0     | 5                | 0                | 30                    | 0                     | 199   | 0     |
| Total carrera               | Total carrera | 493   | 0     | 13               | 0                | 39                    | 0                     | 545   | 0     |
| 1. 2.                       |               |       |       |                  |                  |                       |                       |       |       |

## Palmarés

### Campeonatos nacionales
| Título  | Club         | País    | Año  |
| ------- | ------------ | ------- | ---- |
| Serie A | Delfín S. C. | Ecuador | 2019 |

### Distinciones individuales
| Distinción                                            | Año  |
| ----------------------------------------------------- | ---- |
| Incluido en el 11 Ideal de la Copa Banco del Pacífico | 2017 |
| Incluido en el 11 ideal de la Serie A                 | 2021 |
| Mejor portero de la LigaPro                           | 2021 |